# Cancellina
Cancellina es un género de foraminífero bentónico de la subfamilia Neoschwagerininae, de la familia Neoschwagerinidae, de la superfamilia Fusulinoidea, del suborden Fusulinina y del orden Fusulinida. Su especie tipo es Fusulina (Neoschwagerina) primigenia. Su rango cronoestratigráfico abarca desde el Darvasiense hasta el Artinskiense (Pérmico inferior).

## Discusión
Clasificaciones más recientes incluyen Cancellina en la superfamilia Neoschwagerinoidea, y en la subclase Fusulinana de la clase Fusulinata.

## Clasificación
Cancellina incluye a las siguientes especies:
- Cancellina armenica †
- Cancellina danneri †
- Cancellina gaokouwuensis †
- Cancellina intermedia †
- Cancellina kongkashanica †
- Cancellina limbata †
- Cancellina liuzhiensis †
- Cancellina matsushitai †
- Cancellina minor †
- Cancellina miocenica †
  - Cancellina miocenica carinata †
- Cancellina nipponica †
- Cancellina pamirica †
- Cancellina phlongphrabensis †
- Cancellina primigenia †
- Cancellina riwoqensis †
- Cancellina sphaerica †
- Cancellina sublimata †
- Cancellina tenuitesta †
- Cancellina teretis †
- Cancellina tobensis †
- Cancellina tortuosa †
- Cancellina translucens †
- Cancellina wakasaensis †
- Cancellina yabei †
- Cancellina zarodensis †

En Cancellina se ha considerado el siguiente subgénero:
- Cancellina (Shengella), aceptado como género Shengella